# Предњи скаленски мишић
Предњи скаленски мишић (лат. musculus scalenus anterior) је парни мишић врата, који припада дубоком слоју предње стране вратне мусклулатуре. Простире се од попречних наставака од трећег до шестог вратног пршљена, до горње стране првог ребра (тачније до тзв. квржице предњег скаленског мишића).
Мишић је донекле издвојен из групе осталих скаленских мишића. Са стерноклеидомастоидним мишићем он образује предњи скаленски отвор, кроз који пролази поткључна вена. Осим тога, са средњим скаленским мишићем формира задњи скаленски отвор, кроз који пролазе поткључна артерија и гране раменог нервног сплета.
Мишић је инервисан од стране предњих грана вратних живаца, а функција му зависи од тачке ослонца. Уколико је ослонац на првом ребру, он савија главу бочно на своју страну и истовремено је обрће у супротном смеру. Ако је тачка ослонца на горњим припојима, предњи скаленски мишић подиже ребро и тако делује као помоћни мишић у процесу дисања. Такође, својим тонусом доприноси стабилности цервикалног дела кичме.
У извесним случајевима, прекобројна влакна овог мишића граде најмањи скаленски мишић.